# Axstedt
Axstedt (niederdeutsch Ax) ist eine Gemeinde der Samtgemeinde Hambergen und liegt am Nordrand des niedersächsischen Landkreises Osterholz. Axstedt ist mit seinen etwa elf Quadratkilometern die kleinste Gemeinde innerhalb der Samtgemeinde Hambergen.

## Geografie

### Lage
Die Gemeinde Axstedt liegt in der norddeutschen Tiefebene ca. 35 Kilometer nördlich von Bremen und ca. 30 Kilometer südlich von Bremerhaven. Landschaftlich geprägt ist der Ort durch seine Lage in der Wesermünder Geest, einem eiszeitlichen Endmoränengebiet. Durch die Gemeinde fließt der kleine Wiesenfluss Billerbeck, ein Zufluss der Lune.

### Gemeindegliederung
- Axstedt (Hauptort)
- Wolthöfen

### Nachbargemeinden
| Bramstedt – Ortsteil Lohe (Einheitsgemeinde Hagen im Bremischen-Landkreis Cuxhaven)       | Bokel (Einheitsgemeinde Beverstedt-Landkreis Cuxhaven) | Holste      |
|                                                                                           | Kompassrose, die auf Nachbargemeinden zeigt            |             |
| Bramstedt – Ortsteil Harrendorf (Einheitsgemeinde Hagen im Bremischen-Landkreis Cuxhaven) |                                                        | Lübberstedt |

## Geschichte

### Früh- und Vorgeschichte
Die Hünensteine bei Axstedt liegen nordwestlich des Dorfes. Die Gemeindechronik gibt Aufschluss über zwei Erklärungsmöglichkeiten für den Ortsnamen. Zum einen wird vermutet, dass das Dorf nach einem bedeutenden Mann namens „Ake“ benannt wurde. Er soll an der Billerbeck bei der heutigen Schmiede gewohnt haben. Dieser Ort hieß zunächst „Akes Stätte“, woraus sich der Name Axstedt entwickelt haben könnte. Eine andere Erklärung deutet den Namen als Ableitung aus dem Althochdeutschen, in dem „a“, „aha“ und „ak“ die Bezeichnung für Wasser waren. Axstedt wäre also in diesem Sinne die „Stätte am Wasser“. In den Dokumenten finden sich verschiedene Schreibweisen des Namens. Erstmals erwähnt wird es 1105 unter dem Namen „Achenstedi“, im Jahre 1110 als „Achensted“ geschrieben, 1418 dann als „Axstede“.

### 16. bis 18. Jahrhundert
Im 16. Jahrhundert wird von acht Axstedter Höfen berichtet, 1718 zählte man bereits 24 und 1791 37 Feuerstellen. Das Axstedter Gebiet war immer schon reich an Wäldern. Es ist also nicht verwunderlich, dass dort oft Wölfe beobachtet wurden. Im Jahre 1675 fand in Axstedt die letzte Wolfsjagd statt.

### 19. Jahrhundert
Mit dem Bau der Bahnlinie 1862 zwischen Bremen und Geestemünde, die der Gemeinde durch Grundstücksverkäufe viel Geld einbrachte, wurde Axstedt mit „der Welt“ verbunden. Allerdings lehnte man aus Angst vor Fremden ab, das Bahnhofsgebäude im Ort in der Nähe des Friedhofs zu errichten und legte die Station an den Dorfrand.

### 20. Jahrhundert
Durch die Einrichtung eines Munitionsdepots kurz vor dem Zweiten Weltkrieg erhielt die Gemeinde einen Platz in der unrühmlichen Geschichte des Nationalsozialismus weit über die Gemeindegrenzen hinaus. Vom Herbst 1939 bis Mitte 1940 waren 7 Barackenlager des Reichsarbeitsdienstes (RAD) und der Wehrmacht in Axstedt und der Nachbargemeinde Lübberstedt entstanden. Die Nutzung als „MUNA“ begann im August 1941. 60 Bunker für die Lagerung von Munition wurden gebaut. Produziert wurden Seeminen und Flak-Munition. Die Aufsicht lag in den Händen von deutschen dienstverpflichteten Frauen und Gefolgschaftsleuten. Die Arbeit musste im Wesentlichen von ca. 1600 Zwangsarbeitern und -arbeiterinnen erledigt werden. Es waren sog. Ostarbeiter und -innen, Kriegsgefangene und 500 jüdische Frauen aus Ungarn. Sie kamen am 21. August 1944 aus dem KZ Auschwitz und wurden im KZ-Außenlager von Neuengamme in Lübberstedt-Bilohe untergebracht. Am 20. April 1945 wurde dieses Lager evakuiert. Die Arbeiterinnen wurden mit einem Zug abtransportiert, in dem auch mehrere Waggons mit Munition mitgeführt wurden. In der Nähe von Eutin und Plön wurde der Zug von britischen Fliegern am 3. Mai 1945 bombardiert, einige Frauen nutzten die Gelegenheit zur Flucht. Von den 500 Frauen überlebten nur ca. 320 den Krieg. Der Produktionsbereich und einige Bunker der Muna wurden am Kriegsende von der Wehrmacht gesprengt.
Nach Kriegsende sollte das große Gelände ursprünglich zivilen Zwecken zugeführt werden, stattdessen wurde 1956 das insgesamt 520 Hektar große Gelände von der Bundeswehr als Munitionsdepot beibehalten und eine Bundeswehreinheit in Axstedt stationiert. Die Bevölkerungszahl stieg sprunghaft an. Obwohl die Anzahl der Arbeitsplätze in beiden Einrichtungen deutlich zurückging, hatte die sogenannte „MUNA“ für Axstedt und die Umlandgemeinden stets eine beachtliche wirtschaftliche Bedeutung. Im Zuge der Truppenverringerung verringerte sich die Zahl der stationierten Soldaten stetig. In der Folge schlossen mehrere Geschäfte und Gaststätten in Axstedt. Die 2-stöckigen Mietshäuser für die Soldatenfamilien sind mittlerweile anderweitig vermietet.

### 21. Jahrhundert
Das Munitionsdepot wurde 2009 aufgegeben. Seit 2017 gehört die Fläche zu den Liegenschaften der Deutschen Bundesstiftung Umwelt, die die Betreuung übernommen hat.
Mittlerweile wurden 2 Baugebiete erschlossen während ein drittes Neubaugebiet an der Harrendorfer Straße in Planung ist.

### Eingemeindungen
Am 1. August 1929 wurde Wolthöfen nach Axstedt eingemeindet.
Im Zuge der Gebietsreform in Niedersachsen, die am 1. März 1974 stattfand, bildete Axstedt mit den Gemeinden Hambergen, Holste, Lübberstedt und Vollersode die Samtgemeinde Hambergen. Zuvor war Axstedt eine selbständige Gemeinde im Landkreis Wesermünde und gleichzeitig Grenzgemeinde zum Landkreis Osterholz.

### Einwohnerentwicklung
| Jahr | Einwohner | Quelle |
| ---- | --------- | ------ |
| 1910 | 0272 ¹    | [ 7 ]  |
| 1925 | 0338 ²    | [ 8 ]  |
| 1933 | 354       | [ 8 ]  |
| 1939 | 398       | [ 8 ]  |
| 1950 | 12070     | [ 9 ]  |
| 1956 | 963       | [ 9 ]  |
| 1961 | 930       | [ 10 ] |
| 1970 | 12370     | [ 10 ] |
| 1973 | 13440     | [ 11 ] |
| 1975 | 1398 ³    | [ 12 ] |

| Jahr | Einwohner | Quelle |
| ---- | --------- | ------ |
| 1980 | 1439 ³    | [ 12 ] |
| 1985 | 1437 ³    | [ 12 ] |
| 1990 | 1092 ³    | [ 12 ] |
| 1995 | 1216 ³    | [ 12 ] |
| 2000 | 1121 ³    | [ 12 ] |
| 2005 | 1175 ³    | [ 12 ] |
| 2010 | 1114 ³    | [ 12 ] |
| 2015 | 1153 ³    | [ 12 ] |
| 2019 | 1192 ³    | [ 12 ] |
| 0    | 0         | 0      |

¹ den 1929 eingemeindeten Ort Wolthöfen (= 15 Einwohner) mit einberechnet

² den 1929 eingemeindeten Ort Wolthöfen mit einberechnet (ohne Einwohnerangabe)

³ jeweils zum 31. Dezember
|  |

## Politik

### Gemeinderat
Der Rat der Gemeinde aus Axstedt setzt sich aus 11 Ratsfrauen und -herren zusammen. Dies ist die festgelegte Anzahl für die Mitgliedsgemeinde einer Samtgemeinde mit einer Einwohnerzahl zwischen 1.001 und 2.000 Einwohnern. Die Ratsmitglieder werden durch eine Kommunalwahl für jeweils fünf Jahre gewählt. Die aktuelle Amtszeit begann am 1. November 2021 und endet am 31. Oktober 2026.
Die vergangenen Gemeinderatswahlen ergaben folgende Sitzverteilungen:
| Wahljahr | SPD                                                                          | CDU | UKA | Gesamt   |
| -------- | ---------------------------------------------------------------------------- | --- | --- | -------- |
| 2021     | 7                                                                            | 3   | 1   | 11 Sitze |
| 2016     | 7                                                                            | 3   | 1   | 11 Sitze |
|          | __________________________ UKA:Unabhängiger Kommunalpolitischer Arbeitskreis |     |     |          |

### Bürgermeister
Der derzeitige Bürgermeister Udo Mester (SPD) ist seit 2011 im Amt. Seine Stellvertreter sind Hartwig Klaus (CDU) und Norbert Bullwinkel (SPD).

### Chronik der Bürgermeister
- 2011–Dato: Udo Mester (SPD)[16]
- 2004–2011: Jürgen Rhau (CDU)[17][18]
- 2000–2004: Erich Walter (AWG)[19]
- noch offen–2000: Siegward Gärtner (CDU)
- noch offen: Georg Fedderwitz
- noch offen: Hermann Meyer
- noch offen: Adolf Fuhrken
- noch offen: Heinrich Brünjes
- noch offen: Heinrich Ficken
- noch offen: Johann Kehdenburg

### Wappen
Der Entwurf des Kommunalwappens von Axstedt stammt von dem Heraldiker und Wappenmaler Gustav Völker, der zahlreiche Wappen im Landkreis Cuxhaven erschaffen hat.
| Wappen von Axstedt | Blasonierung: „In Grün ein goldenes Eichenblatt zwischen zwei silbernen Hirschstangen über einem silbernen Wellenbalken.“ |
| Wappen von Axstedt | Wappenbegründung: Der silberne Wellenbalken erinnert an die Deutung des schon 1105 als „Achenstedi“ urkundlich genannten Ortsnamens als Siedlung an einem Bache, der Billerbeck. Das Eichenblatt zwischen den Hirschstangen weist auf den bereits im Mittelalter erwähnten Axstedter Wald hin, den Vorläufer des Staatsforstes. |

## Kultur und Sehenswürdigkeiten
- Hünensteine bei Axstedt – das Ganggrab entstand zwischen 3500 und 2800 v. Chr.
- Wohn- und Wirtschaftsgebäude Hauptstraße 13 von 1688 in Fachwerk
- Henriettenhof (Axstedt) von 1706 und 1732 in Fachwerk
- Villa Henken von um 1905
- Haus des Bahnhofvorstehers von 1913, Bahnhofsstraße
- Schule on 1928 und spätere Gemeindeamt; 2016 abgerissen[21]

## Wirtschaft und Infrastruktur

### Bildung
In der Grundschule am Billerbeck in Axstedt lernen Kinder der Klassenstufe 1 bis 4.
Die Kindertagesstätte Axstedt liegt in unmittelbarer Nähe zur Grundschule und Turnhalle und betreut Kinder aus den Gemeinden Axstedt, Holste und Lübberstedt.

### Verkehr
Verkehrsmäßiger Anschluss besteht mit dem Bahnhof Lübberstedt, der im Axstedter Ortsteil Wolthöfen liegt, an die Bahnstrecke Bremen–Bremerhaven (–Cuxhaven) im stündlichen Rhythmus.
Die Autobahn 27 (Walsrode–Cuxhaven) ist 17 km entfernt und über die Landesstraße 134 erreichbar. Die Hauptverkehrsanbindung an die Kreisstadt Osterholz-Scharmbeck und das Oberzentrum Bremen bildet die elf Kilometer entfernte Bundesstraße 74 Bremen–Stade.

### Kirchen
- Evangelischen St.-Jacobi-Kirchengemeinde Bramstedt[24]
- Katholische Kirchengemeinde Heilige Familie in Osterholz-Scharmbeck.[25]

### Freiwillige Feuerwehr
1902 wurde die Freiwillige Bürgerfeuerwehr Axstedt gegründet und 1970 durch eine Jugendfeuerwehr ergänzt.

## Persönlichkeiten

### Söhne und Töchter des Ortes
- Reinhard Woltman (1757–1837), Wasserbauingenieur[28][29]
- Adolf von Bodecker (1860–1936), promovierter Landwirt[30]
- Detlev Pape (1909–1986), Archivar und Heimatforscher
- Volker Stahmann (* 1964), Gewerkschaftler (IG Metall), Politiker (SPD) und Mitglied der Bremischen Bürgerschaft

### Personen, die mit dem Ort in Verbindung stehen
- Paul Thomas Fischer, Autor und Lieder-Komponist, wirkte in Axstedt[31][32]
- Erica Henrietta Hedwig Fischer, geb. Schirmer (1904–1990), promovierte Historikerin, in Axstedt verstorben[33][34]
- Heinrich Timm (1910–1974), Korvettenkapitän, in Axstedt verstorben[35]